# Тойота Корола Крос
„Тойота Корола Крос“ (Toyota Corolla Cross) е модел компактни автомобили с повишена проходимост (сегмент J/C) на японската компания „Тойота“, произвеждан от 2020 година.
Разработен е като по-голяма и функционална алтернатива на „Тойота C-HR“, като използва същата платформа, която е използвана и за съвременното поколение на популярния модел „Тойота Корола“. Предлага се с бензиново и хибридно задвижване с възможност за предно и всеприводно задвижване. „Тойота“ започва производството и продажбите на модела в Югоизточна Азия през 2020 година, а през следващата година той навлиза и в Северна Америка и Европа.